# Parlez-moi du Che
Pour plus de détails, voir Fiche technique et Distribution.
Parlez-moi du Che est un documentaire biographique sur Che Guevara réalisé par Jean Cormier et Pierre Richard en 1987.
Tourné à Cuba, le film rassemble les témoignages des proches du Che et revient également sur des figures de la musique cubaine qui l'ont célébré en chanson,. Le film documente notamment l'histoire de la chanson Hasta siempre.

## Fiche technique
- Titre original : Parlez-moi du Che
- Réalisation : Pierre Richard et Jean Cormier
- Musique : Astor Piazzolla, Frank Domínguez, Carlos Puebla, Pablo Milanés
- Photographie : Roch Pescadere
- Montage : Ruben Korenfeld, Olivia Maire
- Son : Roger Vieyra
- Sociétés de production : FGL Production, Fideline Films
- Pays de production :  France
- Langues originales : français, espagnol
- Format : couleurs (Eastmancolor) - 4:3
- Durée : 50 minutes

## Distribution
- Pierre Richard
- Alberto Korda
- Julio Sandoval
- Alberto Granado
- Anna-Maria Guevara
- Orlando Rodriguez
- Nuñez Jimenez
- Tirso Sáenz
- Carlos Puebla
- Hildita Guevara
- Pablo Milanés

## Production
Pierre Richard a déclaré avoir admiré le Che comme beaucoup de jeunes de l'époque et a voulu lui rendre hommage à travers ce film,,. Son ami le journaliste Jean Cormier, après avoir rencontré le père du révolutionnaire, proposa à l'acteur de tourner un film à l'occasion des vingt ans de sa mort. À Cuba et en Amérique du Sud, ils interrogent des membres de sa famille, des proches, et des Cubains, récoltant des heures de témoignages,.
Le film a été visionné par Fidel Castro qui a invité Pierre Richard à lui rendre visite peu après,.